# Adigeja
Adigeja (adigejski: Адыгэ Республик, ruski: Респу́блика Адыге́я) je republika u južnom dijelu Ruske Federacije. Nalazi se na sjevernom Kavkazu.
Naziv Adygeja dolazi iz adigejskog (čerkeskog) jezika, od riječi "adyge" u značenju "plemeniti".
Od 1991. godine ima status republike. Službeni jezici su čerkeski i ruski jezik.

## Zemljopis
Ova mala republika nalazi se jugoistočno od Krasnodara, s obiju strana rijeke Belaje i između Labe i Kubanja u južnoruskim stepama. Sa svih je strana okružena Krasnodarskim krajem i nalazi se u blizini obala Crnog mora. Ipak, nema izravni izlaz na Crno more.

## Stanovništvo
Adigeja je nazvana prema narodu Adigejaca koji su zapravo Čerkezi. Na popisu stanovništva 2002. godine u republici ih je bilo 447.109, odnosno 36,4 %. Većinu stanovništva čine Rusi, kojih je 52 %. Drugi značajnije zastupljeni narodi su Armenci s 15.268 pripadnika (3,41 %)  i Ukrajinci s 9091 pripadnika (2,03 %). U republici žive i brojne izbjeglice i prognanici iz nemirnih pokrajina Sjevernoga Kavkaza.
Čerkezi su većinom muslimani.

## Upravna podjela Adigeje
- grad Adigejsk (город Адыгейск)
- grad Majkop (город Майкоп)
- Giaginski rajon (Гиагинский)
- Košehabljski rajon (Кошехабльский)
- Krasnogvardjejski rajon (Красногвардейский)
- Majkopski rajon (Майкопский)
- Tahtamukajski rajon (Тахтамукайский)
- Teučežski rajon (Теучежский)
- Šovgenovski rajon (Шовгеновский)

## Gradovi
Najveća naselja u Adigeji su Majkop (Myjeqwape), Jablonovski, Enem i Giaginskaja.
Gradovi i gradska naselja
(stanje: 1. siječnja 2005.)
| Grad           | Rusko ime       | Broj stanovnika |
| -------------- | --------------- | --------------- |
| Maikop         | Майкоп          | 157.223         |
| Jablonovski    | Яблоновский     | 25.288          |
| Enem           | Энем            | 17.684          |
| Adigejsk       | Адыгейск        | 12.187          |
| Tuljski        | Тульский        | 9099            |
| Kamennomostski | Каменномостский | 7515            |
| Tljustenhablj  | Тлюстенхабль    | 4934            |

## Povijest
Priobalno područje sjeverno od Crnog mora je već bilo u 6. stoljeću pokršteno, i to od Bizanta. 
Tijekom idućih stoljeća, ostatak Čerkeza je nominalno prešao na kršćanstvo. To se zbilo usprkos vlasti Kazara, čija država je bila judaistička, odnosno židovske vjere. 
Đenovežani su imali svoje male priobalne posjede onamo, i gradili su mnoštvo trgovišta i utvrda u području gdje su živili Čerkezi. 
Padom Carigrada, Čerkezi su tražili pomoć od Rusa, za se moći boriti protiv Krimskog Kanata (vidi i Krimski Tatari). Budući da je ruska pomoć izostala, prešla je u 16. stoljeću velika većina Adigejaca na islam. Ovaj čin je bio uvjetovan i iz razloga mirnog življenja – ovo se učinilo da ne bi više bilo prodavani kao robovi na Orijentu.
Čerkesko područje su u 19. stoljeću zauzeli Rusi, i pritom su brojni iselili. Za razliku od većine inih ruskih republika, Adigeja u sovjetsko vrijeme nije bilo autonomna SSR, ASSR, nego autonomna regija. Raspadom SSSR-a 1991. uzdignuta je na razinu republike. Državni čelnikom joj je službeno od 8. veljače 2002. Hasrat Sovmen, a čelnik vlasti je od 6. ožujka 2002. Nikolaj Demšuk.

## Gospodarstvo
Republika je poljodjelska , a sukladno tome, od industrija, najvažnija je prehrambena industrija. 
Pored pšenice, kukuruza, suncokreta i šećerne repe, adigejsko poljodjelstvo proizvodi orahe, kestene i jagode. 
Iduća važna djelatnost je drvna industrija.
Adigeja je siromašna rudama, a jedino ima nešto malo nafte, zemnog plina i zlata.

## Vanjske poveznice
- službene stranice Republike Adigeje  Arhivirana inačica izvorne stranice od 15. svibnja 2011. (Wayback Machine)